# Aleuroclava kavalurensis
Aleuroclava kavalurensis là một loài côn trùng cánh nửa trong họ Aleyrodidae, phân họ Aleyrodinae.
Aleuroclava kavalurensis được Jesudasan & David miêu tả khoa học đầu tiên năm 1991.